# Ишутино (Жуковский район)
Ишутино — деревня в составе сельского поселения «Село Троицкое» Жуковского района Калужской области. 

## История
Точная дата основания неизвестна, но поселение присутствует на Географической карта Московской провинции Горихвостова от 1774 года.
В 1777 году сельцо Ишутино было продано князем Петром Ивановичем Гагариным статс-даме Екатерине Романовной Дашковой. Сам князь получил сельцо и прочие имения в наследство от своей матери — Марии Васильевны. Сельцо упоминается в составе Тарусского уезда, также бывшего Оболенского уезда.

## Население
| 2002 | 2010 |
| ---- | ---- |
| 23   | ↘20  |

## Национальный состав
Согласно результатам переписи 2002 года, в национальной структуре населения русские составляли 100 % из 23 человек.